# Emiliano Ramírez Ángel
Emiliano Ramírez Ángel (Toledo, 20 de julio de 1883-Madrid, 31 de octubre de 1928) fue un poeta y novelista español, seguidor de Benito Pérez Galdós y madrileñista.

## Biografía
Nació el 20 de julio de 1883 en Toledo. Escritor precoz, tras comenzar a publicar en semanarios toledanos como La Idea o La Campana Gorda, consiguió en 1906 que su novela La Tirana fuese premiada en un concurso convocado por La Novela Ilustrada, que dirigía Vicente Blasco Ibáñez. Esto le abrió el salón literario de Carmen de Burgos "Colombine"; allí conoció al amante de esta, Ramón Gómez de la Serna, quien lo fichó para su revista Prometeo y lo convirtió en un asiduo a su tertulia del café Pombo.
Estuvo unos años en París como redactor literario de la editorial Hispano-Americana, y a su vuelta se convirtió en un experto en costumbrismo madrileñista publicando varios libros de esa temática. Viajó luego a Venezuela, donde vivió una temporada y puso en marcha la editorial Victoria. Fue además redactor jefe del semanario Blanco y Negro .
El Ayuntamiento de Toledo lo llegó a nombrar hijo predilecto. Al fallecer su amigo Benito Pérez Galdós promovió, junto a los hermanos Álvarez Quintero, la construcción del monumento dedicado al escritor canario que hay en el Parque del Retiro de Madrid, obra de Victorio Macho. En su época destacó además como un fecundo autor de novelas cortas, aunque también cultivó la novela extensa, la biografía y la lírica; no le tentó sin embargo el teatro. Falleció prematuramente a la edad de cuarenta y cinco años el 31 de octubre de 1928, tras una operación estomacal.
Retrató a la clase media en la línea de Galdós, a cuyos encuentros en Santander viajaba regularmente y a los que asistía también un jovencísimo José Montero Alonso. Obtuvo diferentes premios literarios y periodísticos como el premio Mariano de Cavia que otorga el diario ABC en el concurso de 1924 y el “Chirel” de la Real Academia Española. Tradujo del francés la novela corta Si Lotti hubiera venido del escritor modernista peruano afincado en París Ventura García Calderón. 
Publicó en La Nación, La Novela Corta, El Cuento Semanal, El Libro Popular, ABC, Blanco y Negro, Los Lunes de El Imparcial y La Novela de Bolsillo.

## Obra

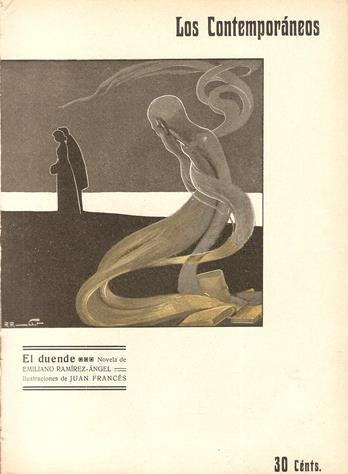
"El duende" (Los Contemporáneos, 1909)

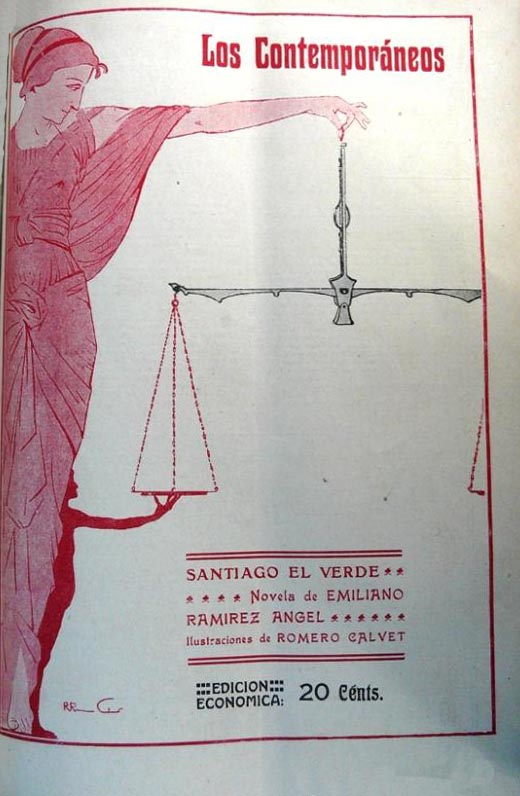
"Santiago el Verde" (Los Contemporáneos, 1910)

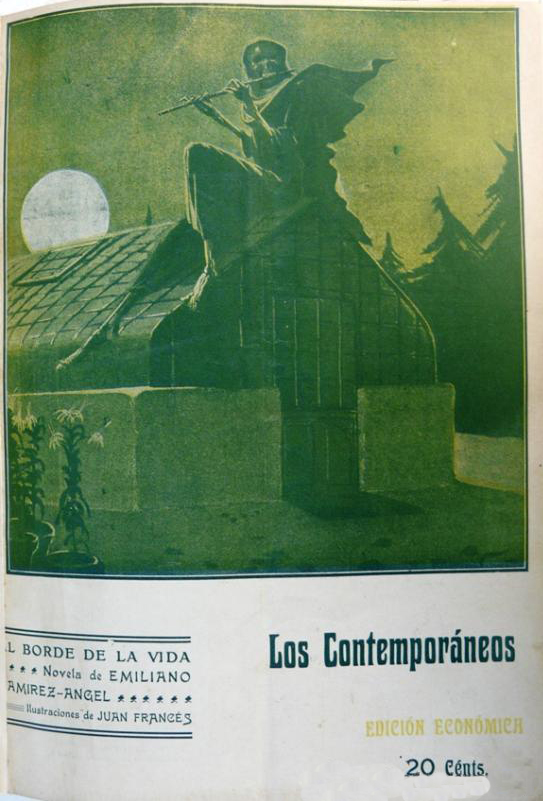
"Al borde de la vida" (Los Contemporáneos, 1910)

### Lírica
- Versos de los veinte años. Poesía
- La flor de los años. Poesía 1908-1924. Madrid: Editorial Colombia, 1924. Premio Mariano de Cavia 1923.

### Narrativa extensa
- Los ojos abiertos. Escenas de la vida de un pobre. Madrid: Renacimiento, 1916.
- Después de la siega. Valencia: F. Sempere y Compañía, sin año (¿1909?).
- Ella y él se buscan Editorial Cosmópolis, Madrid 1927, novela larga.
- Uno de los dos. Madrid, Renacimiento, 1927, novela larga.

### Novelas cortas

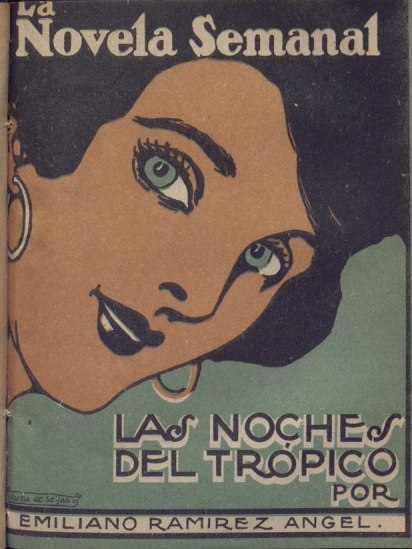
Las noches del trópico (La Novela Semanal, 1923)

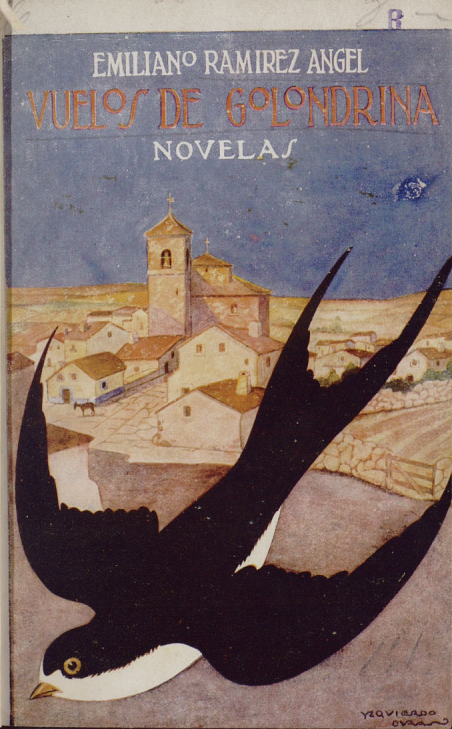
Vuelos de golondrina (1925)

- El duende, Madrid: Los Contemporáneos n.º 7 (1909)
- Juventud, ilusión y compañía, Madrid: El Cuento Semanal n.º 200 (1910)
- El rincón de los suspiros, Madrid: Los Contemporáneos n.º 160 (1912)
- El corazón enfermo, Madrid: La Novela Corta n.º 168 (1919)
- Las noches del trópico (1923)
- El caballero sin nombre, Madrid: Los Contemporáneos n.º 787 (1924)
- El extranjero misterioso, La Novela Mundial n.º 30 (1926)
- La Tirana, La Novela Ilustrada, 1901.
- De corazón en corazón. Novela. Madrid, El Cuento Semanal, 1907.
- 30 de febrero, Los Novelistas n.º 35 (1928)
- Al borde de la vida. Novela. Madrid, Los Contemporáneos, 1910
- Santiago el Verde. Novela. Madrid, Los Contemporáneos, 1910.
- Historia sin desenlace. Madrid, El Cuento Semanal, 1911
- La primavera y la política. Madrid: El Cuento Semanal n.º 236, 1911
- El rincón de los suspiros. Madrid: Los Contemporáneos n.º 160, 1912
- Cambio de conversación. Con un artículo de Javier Bueno. El Libro Popular n.º 40, 1913
- La invasión de los bárbaros. Novela. Madrid, Los Contemporáneos, 1915.
- Del ensueño al pecado. Novela rigurosamente inédita. Valencia: La Novela con Regalo n.º 12, 1917
- Una sola vez. Novela. Madrid, La Novela Corta, 1917.
- La vida de Siempre. La semana. Los amigos. Los rincones. El año. Los públicos. Las minucias. Prólogo de José Francés. Madrid, "Mateu", s. a. (hacia 1917)
- Pérez va de viaje. Madrid: Los Contemporáneos n.º 555, 1919
- El amor, enfermo. Novela. Madrid, La Novela Corta, 1919.
- Trini, la de Maravillas. Novela. Madrid, La Novela Corta, 1919.
- La familia de Fulanito. Novela. Madrid, La Novela Corta, 1920
- Intimidades de gente célebre. Madrid: Los Contemporáneos n.º 696, 1922
- Niñerías. Madrid: Los Contemporáneos, n.º 755, 1923
- Un año de amor.  Madrid, Publicaciones Prensa Gráfica, 1923, La Novela Semanal. Año III, n.º 124
- Las noches del Trópico. Novela. Madrid, La Novela Semanal, 1923
- La vida de siempre. La semana. Los amigos. Los rincones. El Año. Los públicos. Las minucias, Madrid: Mateu, 1923.
- Vuelos de golondrina. Novelas. Madrid: Imp. Artística de Sáez Hermanos, 1925. Contiene las obras: "Anda que te anda", "Trini la de Maravillas", "El amor enfermo", "Niñerías", "Pasión y muerte".
- Los ratos buenos y malos de Gil. Novela. Madrid, La Novela de Hoy, 1924.
- El caballero sin nombre Madrid: Los Contemporáneos, XVI, 787 21 de febrero de 1924
- Anda que te anda. Madrid: La Novela Semanal, 1924
- La misericordiosa. Novela. Madrid, La Novela Corta, 1924
- La dicha oculta Prensa Popular: Madrid, La Novela Corta, 1924, 430.
- Ella es así. Novela. Madrid, La Novela de Hoy, 1925
- La estrella en el camino, Madrid: La Novela Semanal, 1925
- Donde nace el amor. Episodio sentimental de una tarde de verano. Madrid: La Novela Corta, 1925, n.º 479.
- Cuesta arriba. Madrid, Nuestra Novela, 1925, núm. 25
- La Tercera Mujer Sucesores de Rivadeneyra / La Novela Mundial 1925
- El extranjero misterioso. Madrid. 1926. La Novela Mundial. Año 1, n.º 30
- Los hombres de "La Charca", Imprenta Artística de Sáez Hermanos. Colección La Novela de Hoy. Año VI. Número 257. Madrid. 1927
- Penumbra. Novelas de sentimentalismos y zumbonerías, Valencia: Prometeo, ¿1914?.
- La romántica aventura, Biblioteca Patria, 1901.
- El duende. Madrid: Los Contemporáneos n.º 7, 1909.
- La voz lejana Biblioteca patria, tomo 119, s. a.

### Costumbrismo
- Madrid sentimental, Madrid: M. Pérez Villavicencio editor, 1907. Con una semblanza del autor por Gregorio Martínez Sierra.
- Bombilla. Sol. Ventas. Peligros y seducciones de esta coronada Villa. Madrid, Sociedad General Española de Librería, (ca. 1915).
- La villa y corte pintoresca. Escenas y momentos madrileños. Madrid: Biblioteca Nueva, 1924
- El dulce Madrid de Ramírez Ángel. Madrid, Artes Gráficas Municipales, 1951. Antología de su obra con liminares de José Francés, Emilio Carrere y José del Campo.

### Biografías
- Biografía anecdótica de José Zorrilla, Editorial Mundo Latino. Tip. Yagües (1915). Biblioteca Nacional de España (Madrid).
- Zorrilla. El más grande poeta de la raza Madrid: Eds. Nuestra Raza, 1930.
- Haendel Casa Editorial Hispano-Americana, 1929